# José Joaquín Esnaola Urteaga
José Joaquín Esnaola Urteaga (8. února 1898, Idiazábal – 24. července 1936, Leganés) byl španělský římskokatolický kněz, řeholník Řádu augustiniánů a mučedník. Katolická církev ho uctívá jako blahoslaveného.

## Život
Narodil se 8. února 1898 v Idiazábalu. Pokřtěn byl ve stejný den ve farním kostele svatého Michaela. U místního kněze studoval latinu a humanitní vědy.
Několik jeho příbuzných a dalších obyvatel města byli řeholníky v klášteře augustiniánů v El Escorial, kam vstoupil i on. Dne 15. října 1914 složil své řeholní sliby. Po dokončení studií filosofie a teologie byl roku 1920 přeložen do školy Alfonse XII., která byla umístěna u kláštera a zde vykonával funkci studentského inspektora. O rok později byl vysvěcen na jáhna a 15. dubna 1922 na kněze. Na škole vyučoval do 16. září 1932, kdy byl převeden do apoštolské školy Panny Marie Utěšitelky v Guernice. Tato škola se v únoru 1934 přesunula do Leganés. Na škole vyučoval hudbu a vedl také sbor semináře. Roku 1935 byl jmenován správcem kláštera v Leganés.
Po vypuknutí španělské občanské války a počátku pronásledování katolické církve roku 1936 musel opustit klášter. Dne 22. července odešel do Madridu, kde se uchýlil do domu své krajanky Any Arregui Silva. O den později se jako správce kláštera rozhodl odejít do Leganés, aby zde zaplatil některé dluhy. Ana mu doporučila, aby neopouštěl kvůli bezpečnosti dům, ale otec José neprojevoval žádný strach. Stejného dne byl zatčen v madridské čtvrti Carabanchel a odvezen do Leganés. Noc strávil ve škole. Dne 24. července byl odveden milicionáři na cestu před Leganés, která vedla do Carabanchelu a zde ho na místě zvaném Prado del Arroyo de Butarque zastřelili.

## Proces blahořečení
Roku 1950 byl v madridské arcidiecézi zahájen jeho proces blahořečení. Do procesu bylo zařazeno také dalších šedesát čtyři augustiniánů. Následně byl 27. dubna 1990 proces spojen s dalšími procesy, a tím vznikla skupina 104 mučedníků z řádu augustiniánů a diecézního kléru.
Dne 1. června 2007 uznal papež Benedikt XVI. jejich mučednictví. Blahořečeni byli 28. října 2007.